# محمدحسین بهجتی اردکانی
محمدحسین بهجتی اردکانی، (۱۳۱۳–۱۳۸۶ اردکان) شاعر و امام جمعه شهرستان اردکان یزد بود. او با تخلص «شفق» شعر می‌سرود. وی در شامگاه ۲۹ مرداد ماه ۱۳۸۶ ه‍.ش در سن ۷۳ سالگی درگذشت.

## زندگی‌نامه
او در سال ۱۳۱۳ خورشیدی در اردکان و در خانواده‌ای مذهبی به دنیا آمد. خود می‌گوید پدرش کاسبی ساده و مادرش خانه‌دار بوده است.
سیدمحمد خاتمی در نوشته‌ای که به مناسبت سالگرد او منتشر شده درباره‌اش چنین می‌گوید:
مرحوم بهجتی شاعری بود توانمند که ظرافت و دردمندی و دینداری و روشنگری را در این هنر خود به نمایش می‌گذاشت و ذوق سرشار همراه با دانش گسترده را در زبان فاخر خود به کار می‌گرفت. او یکی از نامداران این عرصهٔ مبارک بود. امّا پیش و بیش از آن شخصیت او را باید در دانشمندی و دینداری او جستجو کرد.

## تحصیلات
وی از هفت‌سالگی به مکتب رفت و در ۱۲ سالگی وارد مدرسه علوم دینی شد. وی پنج سال در اردکان و یزد درس خواند، سپس در سال ۱۳۳۱ در قم تحصیلات حوزوی خود را در مدرسه خان (بروجردی) دنبال کرد. وی با حسین نوری همدانی، علی‌اکبر مسعودی خمینی، علی‌آقا پهلوانی، محمدجواد حجتی کرمانی، هاشمی رفسنجانی و سید علی خامنه‌ای هم‌درس و هم مباحثه و دوست بود. دوره سطح حوزوی را در درس سید موسی صدر، حسینعلی منتظری، شبیری زنجانی، آیت‌الله مشکینی، عبدالجواد اصفهانی، مرتضی حائری یزدی، آیت‌الله سلطانی، و درس تفسیر علامهٔ طباطبایی، و درس اخلاق سید رضا صدر، سید حسین فاطمی قمی، شیخ عباس تهرانی شرکت داشت؛ و دوره درس خارج را از دروس آیت‌الله بروجردی، مرتضی حائری یزدی و سید روح‌الله خمینی بهره گرفت. وی مدتی نیز در مدرسه دین و دانش زبان انگلیسی آموخت.
وی شاگرد سید روح‌الله خاتمی نیز بوده و پس از تصدی مسئولیت نمایندگی ولی فقیه و امامت جمعه یزد توسط آیت‌الله خاتمی به‌امامت جمعه اردکان منصوب شد.

## فعالیت ادبی
وی را اولین شاعر شعر انقلاب اسلامی دانسته‌اند. وی شعر را از نوجوانی آغاز کرده بود و در سوگ علما از جمله بروجردی مرثیه سروده بود که بر سر زبانها بود. پس از سخنرانی خمینی علیه طرح انجمن‌های ایالتی و ولایتی و اعلان آن در صفحات اول روزنامه‌ها استاد بهجتی (شفق) قصیده‌ای با مطلع: «درود باد بر این انقلاب پاک، درود/ که زیر سایهٔ آن جان ملّتی آسود» سرود؛ که نخستین شعر انقلاب اسلامی به رهبری خمینی معرفی شده است. شعر مشهور «هرچه که بیند دیده/ خدایش آفریده» که در کتب ابتدایی بوده از اوست.

## آثار
- «در خلوت شب‌خیزان»: شرحی بر دعای ابوحمزه ثمالی است که آیت‌الله بهجتی آن را ایراد کرده است. انتشارات هنر رسانه‌ای سال ۱۳۸۷ آنرا منتشر کرده است.[۷]

## نمونه شعر
شعر مشهور وی که در کتب ابتدایی در خاطره‌ها مانده است:
| هرچه که بیند دیده  |  | خدایش آفریده      |
| خورشید و ماه تابان |  | ستارهٔ درخشان      |
| درخت و سبزه و گل   |  | سوسن و سرو و سنبل |
| جنگل و دشت و دریا  |  | پرندگان زیبا      |
| این‌همه را به قدرت  |  | خدا نموده خلقت    |